# Kempnyia neotropica
Kempnyia neotropica is een steenvlieg uit de familie borstelsteenvliegen (Perlidae). De wetenschappelijke naam van de soort is voor het eerst geldig gepubliceerd in 1905 door Jacobson & Bianchi.